# Albino Bocciai
Albino Bocciai (Trieste, 20 aprile 1920 – Trieste, 23 aprile 1975) è stato un cestista italiano.

## Carriera
Ha vinto lo scudetto nelle stagioni 1939-1940 e 1940-1941 con la maglia della Ginnastica Triestina.
Con la Nazionale ha preso parte agli Europei 1946. In totale ha disputato 8 incontri in maglia azzurra, realizzando 41 punti.
Fu docente all'Università di Trieste.

## Palmarès
- Campionato italiano: 2

Ginnastica Triestina: 1939-40, 1940-41